# Volejbalový klub Lvi Praha
Il Volejbalový klub Lvi Praha è una società pallavolistica maschile ceca con sede a Praga: milita nel campionato ceco di Extraliga.

## Storia
Nato nel 2005 come VolleyTeam ČZU Praha, nel 2018 cambia denominazione in Volejbalový klub Lvi Praha.

## Rosa 2017-2018
| N° | Nome            | Ruolo | Data di nascita  | Nazionalità sportiva |
| -- | --------------- | ----- | ---------------- | -------------------- |
| 2  | Jan Svoboda     | S     | 30 luglio 2000   | Rep. Ceca            |
| 3  | Martin Kop      | L     | 29 dicembre 1999 | Rep. Ceca            |
| 4  | Jakub Tobišek   | S     | 9 ottobre 1997   | Rep. Ceca            |
| 6  | David Kuboš     | O     | 26 maggio 1992   | Rep. Ceca            |
| 7  | Marek Šulc      | S     | 15 febbraio 1998 | Rep. Ceca            |
| 8  | Tomáš Pavelka   | S     | 12 novembre 1995 | Rep. Ceca            |
| 9  | Šimon Krajčovič | C     | 28 giugno 1996   | Slovacchia           |
| 10 | Matyáš Démar    | P     | 1 ottobre 1991   | Rep. Ceca            |
| 12 | Martin Kočka    | P     | 28 maggio 1998   | Rep. Ceca            |
| 14 | Vojtěch Patočka | C     | 2 marzo 1993     | Rep. Ceca            |
| 15 | Pavel Horák     | C     | 27 giugno 1999   | Rep. Ceca            |
| 17 | Jan Kuliha      | S     | 24 maggio 1990   | Rep. Ceca            |
| 19 | Michael Kovařík | L     | 19 novembre 1996 | Rep. Ceca            |

## Denominazioni precedenti
- 2005-2018: VolleyTeam ČZU Praha